# 約翰一世 (勃蘭登堡)

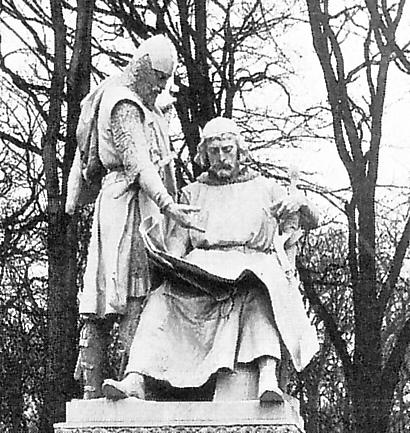
聳立於柏林勝利大道（Siegesallee）約翰一世及奧托三世紀念碑

約翰一世（約1213年—1266年4月4日），阿斯坎尼王朝勃蘭登堡藩侯（1220年—1266年在位）。大熊阿爾布雷希特一世之曾孫，阿爾布雷希特二世與妻子格羅伊奇的瑪蒂爾達的長子。與弟弟（虔誠者）奧托三世共同統治勃蘭登堡。

## 攝政時代
父親阿爾布雷希特二世於1220年逝世時，約翰一世及其年少兩歲的弟弟奧托三世仍未成年。最初由馬德堡大主教阿爾布雷希特一世擔任攝政。1221年，母親格羅伊奇的瑪蒂爾達取代了阿爾布雷希特一世成為攝政。1225年，瑪蒂爾達去世後，兩兄弟被宣布為合法的成年人，開始共同統治勃蘭登堡。

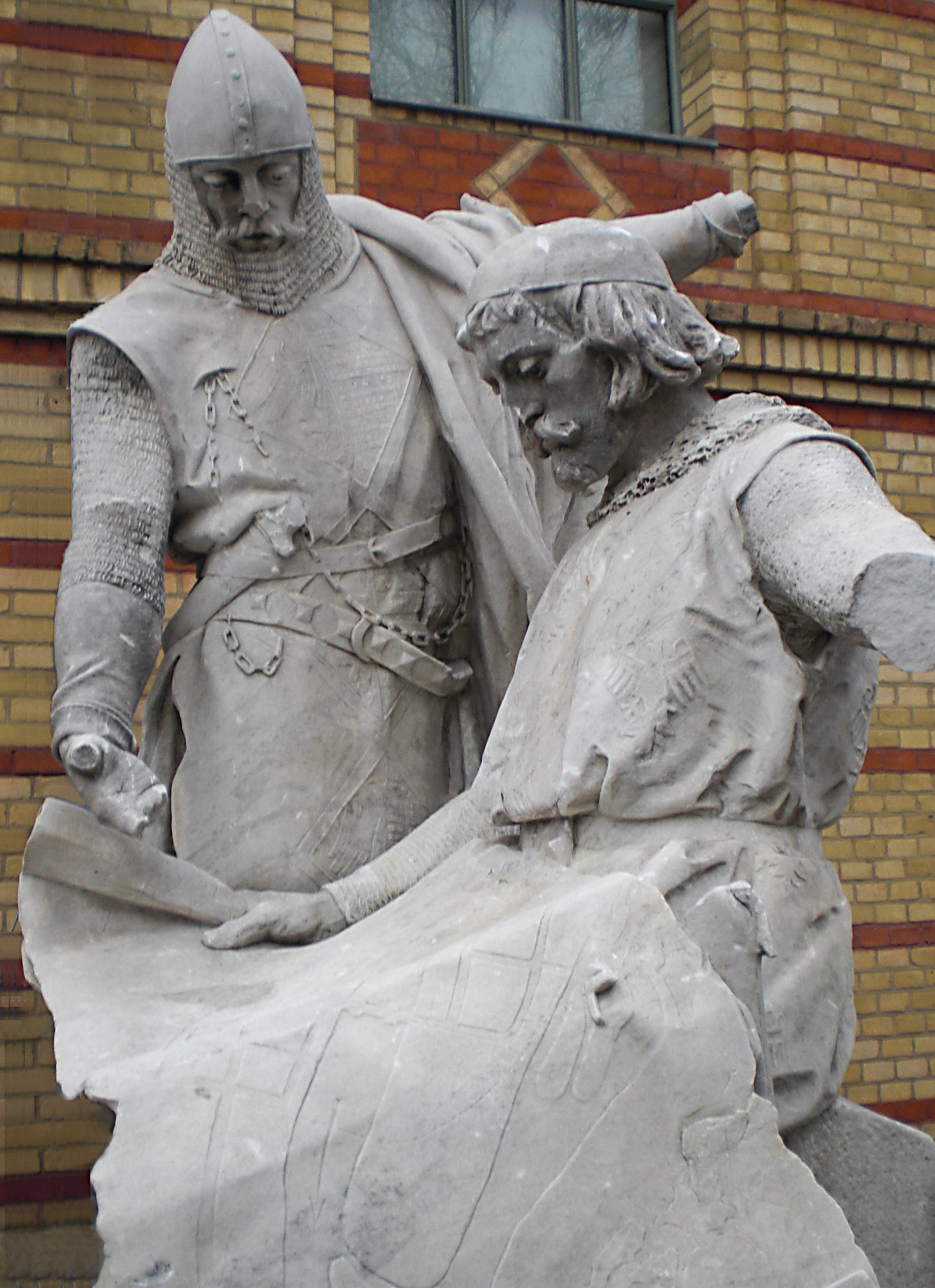
紀念碑現放於施潘道城堡的約翰一世（坐下者）及奧托三世（站立者）正在研究柏林及Cölln的城市規劃草圖

## 統治期間
二人共治期間，最卓越的政績是擴張勃蘭登堡領地，吞併泰尔托的其餘的部分和巴尔尼姆、烏克馬克、施塔加德領地、萊布斯土地和奧得河東部盧布林部分地區。他們鞏固了勃蘭登堡在神聖羅馬帝國的地位，1256年的羅馬人民的國王選舉中，奧托三世作為其中一位候選人，可見一班。兩人興建了多個城市和發展了Cölln和柏林兩個姊妹城市。他們擴大了在附近的施潘道的阿斯坎尼城堡，作為自己的首選居住地。

## 家庭
1230年，約翰一世與丹麥國王瓦爾德馬二世的女兒蘇菲亞結婚。他們生了六個兒女:
1. 約翰二世 (約1237年－1281年)
2. 奧托四世 (約1238年－1308年)
3. 康拉德一世 (約1240年－1304年)
4. 埃里克 (約1242年－1295年)，馬德堡大主教(1283年－1295年)
5. 海倫 (約1242年－1304年)，於1258年嫁給蘭茨貝格藩侯迪特里希一世
6. 赫爾曼 (可能於1291年逝世)，1290年成為哈弗爾貝格主教

1255年，約翰一世再娶阿爾布雷希特一世之子伯恩哈德的孫女、薩克森公爵阿爾布雷希特一世的女兒布莉姬特·茱塔為第二任妻子。他們生了四名兒女:
1. 阿格尼絲 (1255年後－1304年)，於1273年嫁給丹麥國王埃里克五世（1249年–1286年），再於1293年嫁給荷爾斯泰因-普隆伯爵格哈德二世（1254年–1312年）
2. 亨利一世 (1256年－1318年)，蘭茨貝格藩侯。
3. 瑪蒂達 (1309年前逝世)，於1273年嫁給波美拉尼亞公爵博吉斯拉夫一世(1258年–1309年)
4. 阿爾布雷希特 (約1258年－1290年)

1261年至1264年，約翰一世囚禁了丹麥國王埃里克五世。有傳言，後來，埃里克五世答應成年後迎娶艾格妮絲才獲得釋放。1273年，埃里克五世守諾迎娶女兒艾格妮絲。

## 後代分治
他們二人去世之前，把勃蘭登堡分成約翰系（勃蘭登堡-施滕達爾藩侯）和奧托系（勃蘭登堡-薩爾茲維德爾藩侯）兩部分。阿斯坎尼家族傳統上埋葬在奧托系的領地中的萊寧修道院。1258年，兩兄弟又興建了一座名為Mariensee的熙篤會修道院，其中約翰系的成員可以葬在那裏。1266年，他們改變了主意，並於那座修道院西南8公里處興建了第二座名為肖林的修道院。約翰一世最初安葬在Mariensee，其後他的遺體於1273年被轉移到肖林修道院。
當勃蘭登堡被劃分為兩部分，約翰一世收到施滕達爾和阿爾特馬克兩地，這些地區被認為是勃蘭登堡的「搖籃」，並會直到1806年仍是勃蘭登堡的管轄範圍。他還獲得了哈弗尔兰和烏克馬克的一部分。弟弟奧托三世收到的施潘道，薩爾茨韋德爾，巴爾尼姆的盧布斯卡地區及斯塔爾加爾德。這次劃分最重要的因素是收入和附庸的數量。地理因素只是其次。勃蘭登堡藩侯的繼承者其實是約翰一世的嫡系兒子奧托四世、孫子瓦爾德馬一世及（孩童）亨利二世。奧托的兒子和孫子與及約翰一世的小兒子雖然也稱呼自己為「勃蘭登堡藩侯」，繼而共同簽署官方文件。例如約翰一世的兒子約翰二世和康拉德一世共同簽署了1273年將約翰一世遺體轉移到Mariensee修道院的決定。但是，他們其實只是「共同攝政」而已。
| 約翰一世 (勃蘭登堡) 阿斯坎尼王朝出生于：約1213年逝世於：1266年4月4日 | 約翰一世 (勃蘭登堡) 阿斯坎尼王朝出生于：約1213年逝世於：1266年4月4日 | 約翰一世 (勃蘭登堡) 阿斯坎尼王朝出生于：約1213年逝世於：1266年4月4日 |
| 統治者頭銜                                                           | 統治者頭銜                                                           | 統治者頭銜                                                           |
| -------------------------------------------------------------------- | -------------------------------------------------------------------- | -------------------------------------------------------------------- |
| 前任： 阿爾布雷希特二世                                              | 勃蘭登堡藩侯 1220年—1266年 與奧托三世共治                            | 繼任： 奧托三世                                                      |